# Jakob Smits

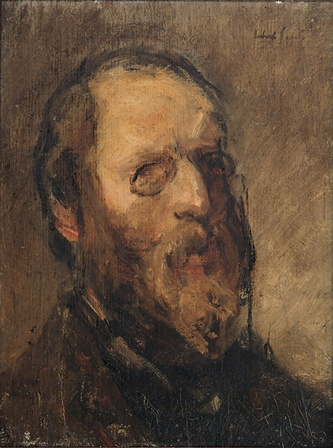
Selbstporträt des Künstlers. Jakob Smitsmuseum, Mol

Jacobus Johannes (Jakob) Smits (* 9. Juli 1855 in Rotterdam; † 15. Februar 1928 in Achterbos/Mol) war ein niederländisch-flämischer Maler.

## Leben

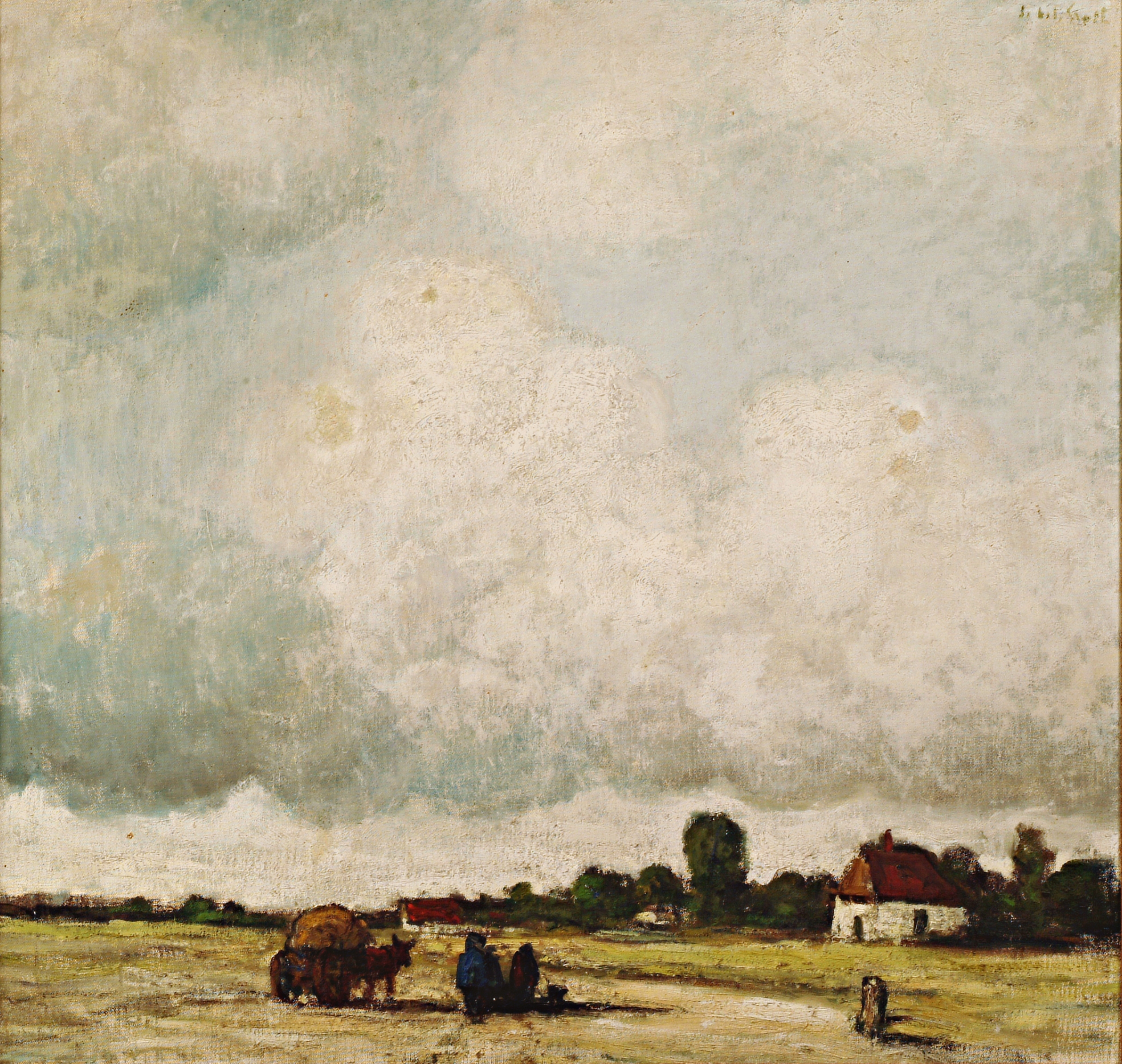
Kempener Landschaft, 1927

Jakob Smits wurde als Sohn eines Dekorateurs geboren. Er studierte an der Akademie in Rotterdam und half seinem Vater im Dekorationsgeschäft. Von 1873 bis 1876 studierte er an der Akademie in Brüssel und anschließend in München (1878–1880), Wien (1880) und Rom (1880). 1882 heiratete Jakob seine Cousine Antje Doetje Kramer. Sie ließen sich in Amsterdam nieder, wo Smits als Maler arbeitete. Er führte unter anderem Aufträge für das Museum Boijmans-Van Beuningen in Rotterdam aus. Aus der Ehe von Jakob und Antje gingen zwei Kinder hervor, Theodora und Annie. Das Paar wurde 1884 geschieden.

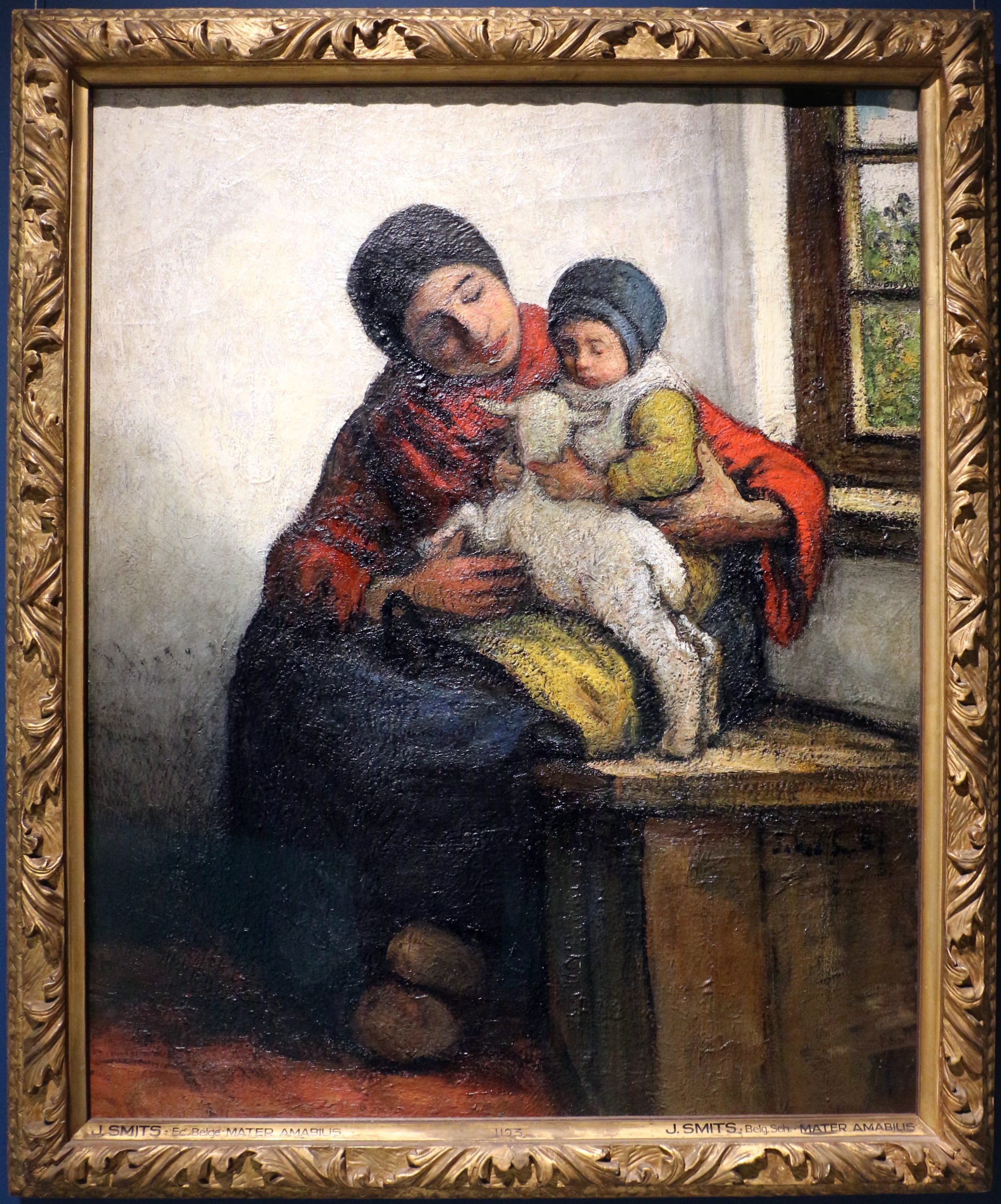
Mater Amabilis, 1901

Jakob Smits zog nach Blaricum und wurde Direktor der Nijverheids- en Decoratieschool in Haarlem. Er lernte Albert Neuhuys, einen Maler der Haager Schule, kennen und unternahm mit ihm Ausflüge nach Drenthe und in die Kempen in Belgien. Jakob Smits war beeindruckt von der Landschaft der Kempen und ließ sich 1888 endgültig in Achterbos (Mol) nieder. Er zahlte 2000 belgische Francs für einen kleinen Bauernhof, den er zu seinem Malvinahof ausbaute. Im selben Jahr heiratete er Malvina Dedeyn, die Tochter eines Brüsseler Rechtsanwalts, die wegen dieser Heirat enterbt wurde. Smits lebte in Armut und arbeitete unermüdlich an dem, was er mein einfaches Werk nannte, symbolisch, poetisch und real. Im Jahr 1897 erhielt er eine Goldmedaille für seine Ausstellungen großer Aquarelle auf Goldgrund in München und Dresden. Er malte auch viele Porträts, vor allem von Malvina und ihren Kindern Boby, Marguerite und Kobe. 1899 traf ihn das Schicksal: Innerhalb weniger Tage verlor er seine Tochter Alice und seine Frau. 1901 heiratete Smits Josine Van Cauteren. Im gleichen Jahr hatte er seine erste Einzelausstellung in Antwerpen. Dort erhielt er viel Lob von Kollegen und Kritikern, fand aber keine Käufer für seine Werke. Das ausgestellte Werk De vader van de veroordeelde (deutsch: Der Vater des Verurteilten) wurde später im selben Jahr vom Museum in Brüssel erworben.
Smits finanzielle Situation verbesserte sich etwas, aber seine Familie wurde auf eine harte Probe gestellt. Im Jahr 1903 wurden seine beiden Eltern durch einen Raubüberfall ruiniert, so dass er für neun Familienmitglieder sorgen musste. Auf Wunsch der Gemeinde Mol organisierte Smits 1907 eine internationale Ausstellung von Künstlern, die nach Mol und Umgebung kamen, um Landschaften zu malen. Die Künstlerin Paula Van Rompa-Zenke war Mitglied des Organisationskomitees. An der Ausstellung nahmen 68 Maler teil, darunter Deutsche, Holländer und Amerikaner, die nach Mol kamen. Der Begriff Molser Schule war geboren. 1910 veröffentlichte Smits ein Album mit 25 Radierungen, das Königin Elisabeth gewidmet war.
1914 stellte Smits seine künstlerische Tätigkeit vorerst ein. Er wurde Präsident des Comité voor hulpverlening en voedselvoorziening van het canton Mol (Komitee für Hilfe und Lebensmittelversorgung des Kantons Mol). Nach dem Ersten Weltkrieg setzte er seine Arbeit als Graveur und Maler mit einer völlig neuen Sichtweise und einem neuen Stil fort. Ab 1923 verschlechterte sich seine Gesundheit. Smits litt an einem schmerzhaften Kieferkrebs.
Am 15. Februar 1928 starb er an einem Herzleiden und wurde auf dem Friedhof von Achterbos (Mol) beigesetzt. Auf seinem Grab steht eine Mutter mit Kind aus Bronze von George Minne. Er ist dort zusammen mit einigen anderen Mitgliedern der Molser Schule begraben.

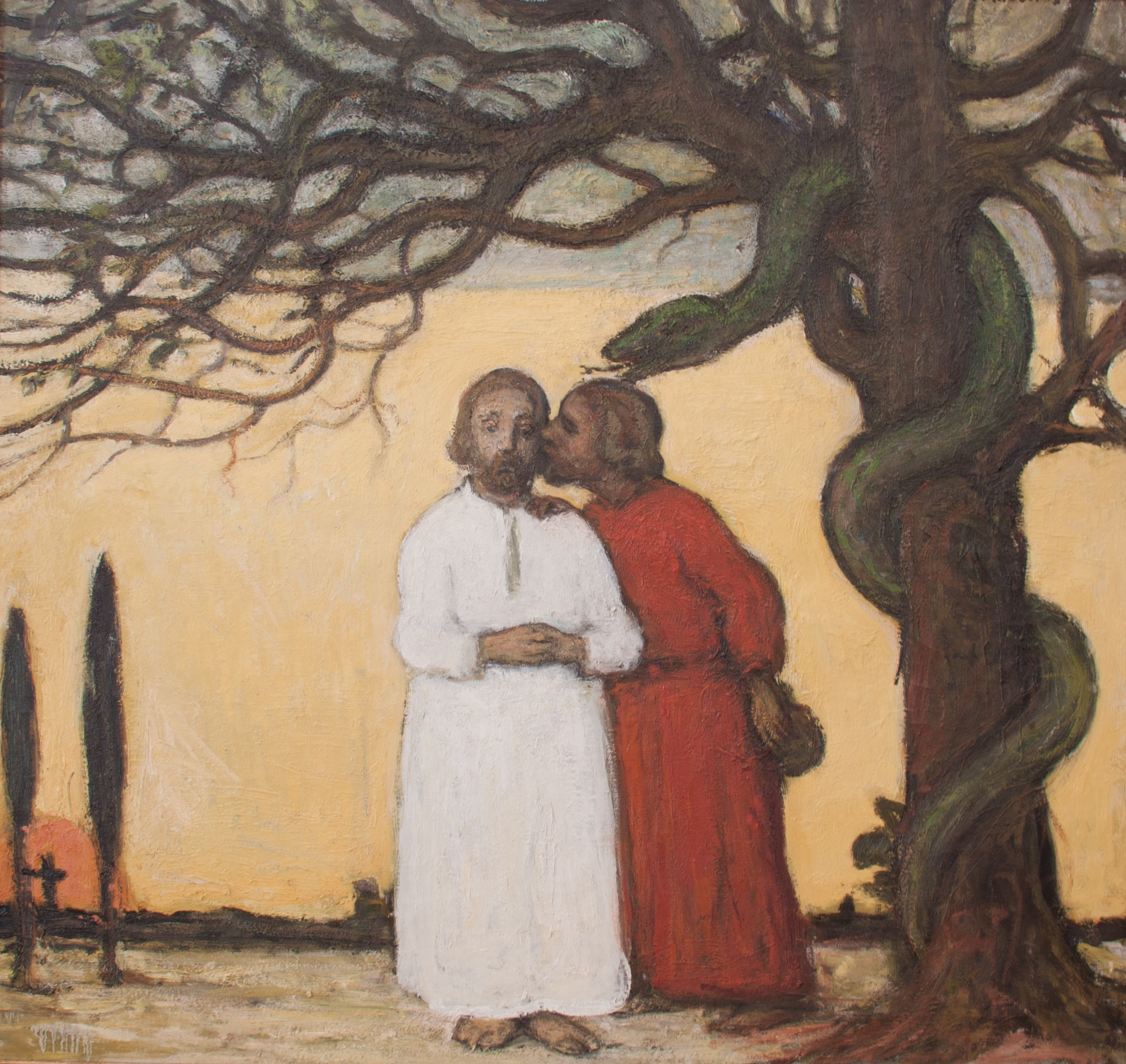
Der Judaskuss, 1926

Jakob Smits, der 1902 Belgier wurde, war Ritter des Leopoldordens (1903), Offizier des Kronenordens (1919) und Kommandeur des Kronenordens (1927). Seine Frau Josine überlebte ihn um 28 Jahre und nach ihrem Tod 1956 wurde der Malvinahof verkauft. 1977 wurde das Jakob Smitsmuseum in der umgebauten ehemaligen Pfarrkirche von Mol-Sluis eröffnet.